# رأس أولانبي
رأس أولانبي أو رأس أولان هو رأس يقع أقصى جنوب جزيرة تايوان بالقرب من منتزه أولانبي في بلدية هانغتشون بمقاطعة بينغتونغ.

## الجغرافيا
يقع رأس أولانبي جنوب شبه جزيرة هانغتشون مما يجعله أقصى نقطة برية من جهة الجنوب في جزيرة فورموزا أو جزيرة تايوان. يُعرف التشكل الجيولوجي للمنطقة باسم طبقات أولانبي (层) وهي عبارة عن طبقة أرضية تعود للعصر البليستوسيني، مكونة من الحصى والصلصال والرمال الصفراء والبنية. وتعدّ المرتفعات المجاورة امتداداً لسلسلة الجبال الوسطى التايوانية.
تحدد الاتفاقيات الدولية المعمول بها حالياً الحدود الفاصلة ما بين بحر الصين الشرقي وبحر الصين الجنوبي عند رأس فوغوي الواقع أقصى شمال تايوان، ولكن ما يزال رأس أولانبي يشكل جزءاً من الحدود الفاصلة بين بحر الصين الشرقي وبحر الفلبين.

## التاريخ

### ما قبل التاريخ
عثر علماء الآثار على أدلة تعود إلى حوالي 3100 قبل الميلاد توثّق تواجد البشر في منطقة أولانبي. تشبه هذه البقايا تلك العائدة إلى ثقافة شيانتاو التي عثر عليها في جزر مقاطعة تايتونغ. بدأ صناعة الفخار والنسج بالظهور في حول كنتينغ حوالي عام 2500 قبل الميلاد. وتراجع شعب ثقافة «أولوانبي الثالثة» عن الزراعة في الأراضي المنخفضة حوالي عام 1500 قبل الميلاد وانتقلوا إلى تجمعات أكثر تحصيناً في الأراضي المرتفعة لتتطور ثقافتهم باسم «أولوانبي الرابعة» حوالي عام 50 قبل الميلاد.

### سلالة تشينغ
ظلت المنطقة المحيطة بالرأس تحت سيطرة السكان الأصليين مثل شعب بايوان خلال الحقبة الأولى من عهد سلالة تشينغ الحاكمة. كان لتيارات الرأس القوية وجزر تشيشنغيان المرجانية (七星岩) أن أدت عبر التاريخ إلى تحطم عدة سفن أدت بعضها إلى نشوب أزمة دولية مثلما حصل في حادثة روفر عام 1867 التي أدت إلى أرسال حملة عسكرية أمريكية إلى الجزيرة، وحادثة مودان عام 1871 التي أدت إلى الغزو الياباني لتايوان عام 1874.

### جمهورية الصين (تايوان)
قامت حكومة الكومينتانغ التايوانية بإعادة بناء المنارة عام 1947. وأدى اكتشاف عدة توابيت حجرية بالصدف بالقرب من موقع المنارة عام 1956 إلى ازدياد عمليات البحث والتنقيب في المنطقة من قبل عالميّ الآثار سونغ ون-تونغ ولن تشاو-تشي خلال تلك السنة ومجدداً عام 1966. وجرى تحويل الأراضي حول المنارة إلى حديقة وطنية عام 1982. عُثِر على آثار أخرى تعود إلى عصر ما قبل التاريخ عام 1981 خلال تشييد وتجهيز الطرق والمسارات قبل افتتاح الحديقة، وتم التنقيب عنها على مدى السنتين اللاحقتين بإشراف لي كوانغ-تشو.